# Hamilton Academical Football Club 2019-2020
Questa voce raccoglie le informazioni riguardanti l'Hamilton Academical Football Club nelle competizioni ufficiali della stagione 2019-2020.

## Stagione
- In Scottish Premiership l'Hamilton Academical si classifica all'11º posto (27 punti, in media 0,90 a partita), dietro al Ross County e davanti agli Hearts; non si disputa il play-out.

- In Scottish Cup viene eliminato agli ottavi di finale dai Rangers (1-4).
- In Scottish League Cup viene eliminato al secondo turno dal Kilmarnock (1-0 ai tempi supplementari).

## Maglie e sponsor
| Casa | Trasferta |